# El Pedroso de la Armuña
El Pedroso de la Armuña – gmina w Hiszpanii, w prowincji Salamanka, w Kastylii i León, o powierzchni 20,26 km². W 2011 roku gmina liczyła 253 mieszkańców.